# 737 هـ
737 هـ هي سنة في التقويم الهجري امتدت مقابلةً في التقويم الميلادي بين سنتي 1336 و1337.

## مواليد
- أبو إسحاق إبراهيم بن أبي بكر

## وفيات
- ابن الحاج العبدري
- ابن الحاج الفاسي
- ابن سمعون